# Grand Hotel (serie de televisión egipcia)
Gran Hotel: Secretos del Nilo, o simplemente Grand Hotel (en árabe: جراند اوتيل‎, romanizado: Grand Util), es una serie de televisión egipcia de treinta episodios estrenada en el canal Capital Broadcasting Center el 6 de junio de 2016. Se trata de una adaptación de la serie española Gran Hotel, de 2011.
Se convirtió en la primera serie egipcia transmitida en la plataforma Netflix cuando se estrenó ahí en 2018.

## Sinopsis
Reino de Egipto, año 1950. Ali toma el tren a Asuán. Quiere ver a su hermana Doha, que trabaja en el Grand Hotel. Al llegar allí, se entera por un miembro del personal, Amin, que Doha fue despedida del hotel por robar un mes antes y nadie sabe dónde está.
En el mismo tren llegó Nazly de vuelta de Londres, donde estuvo estudiando, para reencontrarse con su familia, la cual regenta el hotel. Su madre, la señora Kesmat, le revela que va a nombrar director a Mourad, el futuro prometido de Nazly, y no a Ehsan, el esposo de Amal, también hija suya y hermana de Nazlyl.

## Reparto
- Amr Youssef como Ali/Fouad
- Amina Khalil como Nazly
- Ahmed Dawood como Mourad Hefzy
- Mohamed Hatem como Ehsan Barakat
- Muhammad Mamdooh como Amin
- Ragaa El Geddawy como Enayat Hanit
- Anoushka como Madame Kesmat
- Sawsan Badr como Madame Sakina
- Dina El Sherbiny como Ward
- Mahmoud El Bezzawy como Seddik El Bakry
- May Elghety como Fatma
- Khaled Kamal como Sherief
- Nada Musa como Amal
- Sherine Reda como Señora Fakhr

## Producción

### Asignación de roles
Uno de los papeles principales fue interpretado por Anouchka, cuya presencia fue advertida por la crítica: «Si bien todo el elenco es excelente, la cantante y actriz Anouchka domina la serie con su sabrosa interpretación de una viuda cínica, manipuladora y malvada».

### Rodaje
El rodaje tuvo lugar en el hotel Old Cataract, un famoso palacio de Asuán construido en 1899.

### Ficha técnica
- Creador: Tamer Habib
- Guion: de la serie española Gran Hotel (2011)
- Realización: Mohammad Shaker
- Fotografía: Taimour Taimour
- Montaje: Ahmad Hafez
- Música: Amin Bouhafa
- Producción: Beelink Productions y Eagle Films
- Idioma: árabe egipcio

## Episodios
La serie cuenta con treinta episodios sin título.